# Cason Wallace
Cason Wallace (Dallas, Texas, 7 de noviembre de 2003) es un baloncestista estadounidense que pertenece a la plantilla de los Oklahoma City Thunder de la NBA. Con 1,91 metros de estatura, juega en la posición de base. Es hermano del también jugador profesional Keaton Wallace, y primo de Terrel Harris.

## Trayectoria deportiva

### Universidad
Tras participar en su época de secundaria en los prestigiosos McDonald's All-American y Jordan Brand Classic, jugó una temporada con los Wildcats de la Universidad de Kentucky, en la que promedió 11,7 puntos, 3,7 rebotes, 4,3 asistencias y 2,0 robos de balón por partido. Al término de la temporada fue incluido en el mejor quinteto freshman de la Southeastern Conference.
El 1 de abril de 2023 anunció que renunciaría al resto de su elegibilidad universitaria e ingresaría en el draft de la NBA.

#### Estadísticas
| Año     | Equipo   | PJ | PT | MPP  | %TC  | %3P  | %TL  | RPP | APP | ROB | TPP | PPP  |
| ------- | -------- | -- | -- | ---- | ---- | ---- | ---- | --- | --- | --- | --- | ---- |
| 2022–23 | Kentucky | 32 | 32 | 32.2 | .446 | .346 | .757 | 3.7 | 4.3 | 2.0 | .5  | 11.7 |

### Profesional
Fue elegido en la décima posición del Draft de la NBA de 2023 por los Dallas Mavericks, pero más tarde fue traspasado junto con Dāvis Bertāns a Oklahoma City Thunder a cambio de la elección número 12, Dereck Lively II.
El 22 de junio de 2025 se proclamó campeón de la NBA por primera vez en su carrera tras vencer a Indiana Pacers en la Final de la NBA (4-3).

## Estadísticas de su carrera en la NBA
|  | Denota temporadas en las que su equipo fue Campeón de la NBA |

### Temporada regular
| Año     | Equipo        | PJ  | PT | MPP  | %TC  | %3P  | %TL  | RPP | APP | ROB | TPP | PPP |
| ------- | ------------- | --- | -- | ---- | ---- | ---- | ---- | --- | --- | --- | --- | --- |
| 2023-24 | Oklahoma City | 82  | 13 | 20.6 | .491 | .419 | .784 | 2.3 | 1.5 | .9  | .5  | 6.8 |
| 2024-25 | Oklahoma City | 68  | 43 | 27.6 | .474 | .356 | .811 | 3.4 | 2.5 | 1.8 | .5  | 8.4 |
| Total   | Total         | 150 | 56 | 23.8 | .482 | .389 | .797 | 2.8 | 2.0 | 1.3 | .5  | 7.5 |

### Playoffs
| Año   | Equipo        | PJ | PT | MPP  | %TC  | %3P  | %TL  | RPP | APP | ROB | TPP | PPP |
| ----- | ------------- | -- | -- | ---- | ---- | ---- | ---- | --- | --- | --- | --- | --- |
| 2024  | Oklahoma City | 10 | 0  | 19.8 | .390 | .321 | .500 | 1.3 | 1.0 | .9  | .2  | 4.2 |
| 2025  | Oklahoma City | 23 | 3  | 22.4 | .429 | .323 | .667 | 2.7 | 2.1 | 1.4 | .4  | 5.6 |
| Total | Total         | 33 | 3  | 21.6 | .419 | .322 | .636 | 2.2 | 1.8 | 1.2 | .4  | 5.2 |